# 아나 게라
아나 게라(Ana Guerra, 1994년 2월 18일 ~ )는 스페인의 가수이다. 음악 경연 프로그램 《오페라시온 트리누포》(Operación Triunfo) 시즌 9 참가자이다.

## 음반 목록

### EP
- Reflexión (2019)
- Érase una vez (2023)

### 스튜디오 앨범
- Sus Canciones (2017)
- Luz del martes (2021)
- Sin Final (2024)